# Raymond Lagacé Trophy
Raymond Lagacé Trophy je hokejová trofej udělovaná každoročně nejlepšímu obránci nebo brankáři mezi nováčky juniorské ligy Quebec Major Junior Hockey League. Mezi roky 1969 a 1980 byla udělována trofej pro nejlepšího nováčka, ale poté vznikla Michel Bergeron Trophy pro nejlepšího útočníka nováčků a Raymond Legacé Trophy pro nejlepšího defenzivního nováčka. V roce 1991 vznikl RDS Cup pro nejlepšího nováčka.

## Držitelé Raymond Lagacé Trophy
| Sezóna  | Jméno                   | Tým                          |
| ------- | ----------------------- | ---------------------------- |
| 2021–22 | David Špaček            | Sherbrooke Phoenix           |
| 2020–21 | Tristan Luneau          | Gatineau Olympiques          |
| 2019–20 | Samuel Hlavaj           | Sherbrooke Phoenix           |
| 2018–19 | Jordan Spence           | Moncton Wildcats             |
| 2017–18 | Colten Ellis            | Rimouski Océanic             |
| 2016–17 | Jared McIsaac           | Halifax Mooseheads           |
| 2015–16 | Mathieu Bellemare       | Gatineau Olympiques          |
| 2014–15 | Sam Girard              | Shawinigan Cataractes        |
| 2013–14 | Jérémy Roy              | Sherbrooke Phoenix           |
| 2012–13 | Philippe Desrosiers     | Rimouski Océanic             |
| 2011–12 | Zachary Fucale          | Halifax Mooseheads           |
| 2010–11 | Domenic Graham          | Drummondville Voltigeurs     |
| 2009–10 | Robin Gusse             | Chicoutimi Saguenéens        |
| 2008–09 | Dmitrij Kulikov         | Drummondville Voltigeurs     |
| 2007–08 | Olivier Roy             | Cape Breton Screaming Eagles |
| 2006–07 | T. J. Brennan           | St. John's Fog Devils        |
| 2005–06 | Ondřej Pavelec          | Cape Breton Screaming Eagles |
| 2004–05 | Maxime Joyal            | Quebec Remparts              |
| 2003–04 | Julien Ellis            | Shawinigan Cataractes        |
| 2002–03 | Mario Scalzo            | Victoriaville Tigres         |
| 2001–02 | Jeff Drouin-Deslauriers | Chicoutimi Saguenéens        |
| 2000–01 | Tomáš Malec             | Rimouski Océanic             |
| 1999–00 | Kirill Safronov         | Quebec Remparts              |
| 1998–99 | Alexej Volkov           | Halifax Mooseheads           |
| 1997–98 | Alexej Tězikov          | Moncton Wildcats             |
| 1996–97 | Christian Bronsard      | Gatineau Olympiques          |
| 1995–96 | Mathieu Garon           | Victoriaville Tigres         |
| 1994–95 | Martin Biron            | Beauport Harfangs            |
| 1993–94 | Jimmy Drolet            | Saint-Hyacinthe Laser        |
| 1992–93 | Stéphane Routhier       | Drummondville Voltigeurs     |
| 1991–92 | Philippe DeRouville     | Verdun Collège Français      |
| 1990–91 | Phillippe Boucher       | Granby Bisons                |
| 1989–90 | François Groleau        | Shawinigan Cataractes        |
| 1988–89 | Karl Dykhuis            | Hull Olympiques              |
| 1987–88 | Stéphane Beauregard     | Saint-Jean Lynx              |
| 1986–87 | Jimmy Waite             | Chicoutimi Saguenéens        |
| 1985–86 | Stéphane Guérard        | Shawinigan Cataractes        |
| 1984–85 | Robert Desjardins       | Shawinigan Cataractes        |
| 1983–84 | James Gasseau           | Drummondville Voltigeurs     |
| 1983–84 | Bobby Dollas            | Laval Titan                  |
| 1981–82 | Michel Petit            | Sherbrooke Castors           |
| 1980–81 | Billy Campbell          | Montreal Juniors             |